# Costachorema brachypterum
Costachorema brachypterum là một loài Trichoptera thuộc họ Hydrobiosidae. Chúng phân bố ở miền Australasia.